# 島田一の介
島田 一の介（しまだ いちのすけ、本名：楠 正泰〈くすのき まさやす〉、1950年（昭和25年）5月8日 - ）は、日本のお笑いタレント、喜劇俳優。吉本新喜劇の座員。愛媛県宇和島市出身。吉本興業所属。血液型AB型。

## 来歴
8人兄弟の末っ子。父は、野菜などの種を販売する仕事をしていた。幼少時から吉本新喜劇をテレビで見るうちにファンとなり、入団することにあこがれる。中学卒業時、吉本入りを母に相談するが反対され、地元の愛媛県立宇和島水産高等学校水産製造科に入学。卒業後、兵庫県尼崎市内の蒲鉾加工工場に就職。
工場勤務のかたわら花月に通い、1971年に京都花月に出演していた漫才の島田洋之介・今喜多代のもとに通いつめ、弟子入りを志願して許される。同門の今いくよ・くるよは姉弟子にあたり、島田洋七、島田紳助らの兄弟子となる。NHK上方漫才コンテストへの出場を目指し、同門の洋七とコンビを結成するが、発音で双方とも訛りが強すぎるなどの理由でほどなく解散。師匠の紹介により、1973年7月に吉本新喜劇へ入団し、脇役として活動する。
1989年、「新喜劇やめよッカナ?キャンペーン」時に退団。その後タレント活動をしながら、岡八郎、花紀京ら元新喜劇メンバーとともに吉本新喜劇の地方巡業に出演する。この間、浅香あき恵と漫才コンビを結成するも、1年半ほどで解散している。1996年、内場勝則らが吉本の上層部に一の介の復帰を訴え、正式に再入団。
現在は、新喜劇のベテラン・バイプレイヤーとして毎週のように舞台に立つと共に、阪神尼崎駅の近くでバー「ベル」を自ら経営している。

## 吉本新喜劇のベテラン俳優
花紀・岡時代から脇役として新喜劇を支えていたが、池乃めだかやチャーリー浜のようにブレイクする機会もなく、決して目立つ存在ではなかった。前述のとおり、脂の乗ってきた中堅時代に世代交代の煽りを受けて新喜劇を退団させられるなど、芸人として不遇とも言える時期が長かった。
しかしながら、岡・花紀主演のテレビ放送の舞台でも回しを任されたり、後輩の内場らが芝居ができる一の介の復帰を懇願するなど、舞台役者としての実力・評価は元々高かった。正式に新喜劇に復帰した後は、ストーリーラインのカギを握る役柄からワンポイントのチョイ役までこなせる幅広いレパートリーの広さや、持ち前の実直誠実な性格や仕事ぶりを発揮し、全座長・座員からの信頼も厚く、なんばグランド花月をはじめほぼ毎週舞台に出演するベテラン・重鎮格へと変貌を遂げた。
2000年代に入ったあたりから、頭髪が目に見えて減ってきたことで他の演者からハゲネタを弄られるようになったことで静かにブレイク。以来新喜劇以外のテレビの露出も増え、文字通り大器晩成型を体現し続けている。

### 芸風・持ちギャグ
- 数少ない70歳代の劇団員であることもあり、配役は座長（あるいは主演格の役者）の父親役、店主役、社長役などが多い。またコワモテからやくざの親分や舎弟役（黒地に白いストライプの入ったスーツを着るのが恒例である）を演じることも多いが、女性に扮する役や謎の原始人役、アナウンサー役で出演することもある。
- すべり芸が持ち味となっている。
  - おじゃましまっす〜!

登場の際に一の介が発する南州太郎のモノマネ。ストーリーの流れに関係なく他の演者はずっこける。最近はまれであるが退場時「おじゃましました」と南州のモノマネをすることもある。
映画「クレヨンしんちゃん 嵐を呼ぶ モーレツ！オトナ帝国の逆襲」でこのギャグが声だけ使用されたことがある。
  - オカマ口調で「ダメよダメよダメなのよ!」

森進一 「年上の女」の歌詞がヒント[4]。彼にとっては初めてのギャグとされている。日本エレキテル連合のギャグ「ダメよ〜ダメダメ」は、同様の持ちネタがある一の介から模倣したのではないかともされていたのが、エレキテル連合がブレイクしたことで一の介が模倣したとも疑われたが、本人は「自分のネタとは言い方が違うが、注目されていることは嬉しく、ブレイク後に対面した時には自分の名前が彼女らによって売れた」と感謝の意を示し、「むしろ自分から便乗していく」と発言している[4][5][6]。エレキテル連合ブレイク後には彼女らのネタであることと合わせて自分のネタを元祖として新喜劇などで披露している[7][8][9]。
  - 「チャイ…」

ヤクザ役などで激高し、相手に攻撃をする際に、オカマ口調で相手をチョンとたたく。
  - 「もう〜腹立つな〜、原辰徳〜」

腹立つことがあった場面で使う。
  - 「なんてこった、パンナコッタ」

辻本座長回でドタバタが一段落した際につぶやくが、辻本が拾うことでストーリーのキーワードへと発展していく。
- 流行が過ぎ去った人物のものまね。
  - 上田吉二郎 - 退場時に独特の声色で「この馬鹿野郎が!」。この後の流れは、例えば清水けんじが「誰の物真似や?」と疑問を呈すると、すっちー若しくは浅香あき恵が種を明かし、「そんな古いのよう分りましたね」と驚く。
  - 田中角栄・田中眞紀子親子 - 角栄は「まあそのー」という典型的なもの。中條健一のアドバイスによって、再度全く同じモノマネをやり、「一緒やん」と突っ込まれ、「田中眞紀子やで？」と返すやりとりが加わるようになる[3]。
- 年を重ね、頭頂部の髪が薄くなると、それにかけた駄洒落を言われる（『もうしわ毛ぇない』、『すいません、つい口がツルッと』『ついぴっかり(うっかり)』など）、というやりとりが恒例となった。内場が考案[3]。
- ハゲネタでいじられる際は共演者が「いや〜それにしても眩しいなあ」や「苦労重ねてきたんですね」などと島田に言う。島田が「どこみて言うてます？」と聞くと、「どこって…ここ」と頭頂部に指を突きつけて共演者が言う。
- 前述のハゲいじりの際、島田が「なんとか言うたってくださいよ」と助けを求めると、「ハゲ！」と直球で返されるのがオチとなっている。
- 稀に女性役(女社長や不倫相手など)で出演する事があるが、その時の格好は決まって水色のスーツと長髪のカツラで、落武者のような風体で登場する。今別府直之の女装とともにゲテモノ扱いされる事が多い。
- アヒルあるいはドナルドダックのような声を出す。
- 退場時に「アディオス」（言われたほうが「アデランス?」と聞き返すこともある）
- 浅香あき恵とは夫婦役を演じることが多く、当初は尻に敷かれる情けない面が目立つがクライマックスではヒステリックになる彼女を一喝し、見直されることがほとんど。
- 2016年からは雰囲気は親分なのに実は下っ端のチンピラという役柄が加わっている。

兄貴格（主に吉田裕）「ちゃんと説明せい!下っ端!」
一の介「へい!兄貴!」
主人公など（主に川畑泰史）「これ下っ端?どうみても親分やろ」
兄貴格「舐められとるやないか!」
一の介「すんまへん!兄貴!」
兄貴格「もうええ!引っ込んどけ!」
一の介「へい!前失礼します」
兄貴格「前通るな!」

## 人物
- 後輩の面倒見が良いことで知られ[要出典]、阪神尼崎駅の近辺で自ら経営するバー「ベル」で、若手座員をアルバイト店員として雇っている。
- 新喜劇入団後、上岡龍太郎に横山ノック脱退後の漫画トリオに勧誘されたが、断っている[2]。
- イチローと親交があり、2012年頃まで毎年オフのイチローの自主トレに参加して球拾いをしていた[10]。
- 長らく吉本興業公式サイトのプロフィールに1951年（昭和26年）生まれと記されていたが[11]、毎日放送『よしもと新喜劇NEXT』2020年（令和2年）8月12日放送分に出演の際に1歳詐称していたことを自ら告白した。それを機に、公式サイト上での記述も1950年（昭和25年）生まれに変更された。
- 喫煙者であり、2021年現在では加熱式たばこを吸っている[12]。
- 天津飯が好物であり、よくNGKの楽屋で中央軒の天津飯を出前で注文している。

## 出演

### テレビ番組
- よしもと新喜劇（毎日放送）
- なるみ・岡村の過ぎるTV（朝日放送テレビ） - 準レギュラー（天津飯に関するコーナー担当）
- オールザッツ漫才（毎日放送） - 2014と2015のオープニングに登場。
- モーレツ!!しごき教室（毎日放送）
- 素のよしもと（関西テレビ）
- ほっとけ!3人組（朝日放送）[13]

### テレビドラマ
- ウェルかめ（NHK） - 甲斐 役

### ビデオ
- 大阪パチンコ物語 浪花の勝負師（ケイエスエス、1992年）
- 吉本新喜劇オールキャスト 池乃めだかの「起笑転結」（ビクターエンタテインメント）
- 吉本新喜劇 ギャグ復活宣言（ビクターエンタテインメント）
- シネマワイズ新喜劇 VOL.1「マネージャーの掟」（VHS版：ポニーキャニオン/DVD版：アップリンク）
- シネマワイズ新喜劇 VOL.4「どケチ・ピーやん物語」（VHS版：ポニーキャニオン/DVD版：アップリンク）
- シネマワイズ新喜劇 VOL.5「大阪好日」（VHS版：ポニーキャニオン/DVD版：アップリンク）
- 難波金融伝 ミナミの帝王 15「トイチの身代金」（ケイエスエス）

### コマーシャル
- 日経サービス